# Minnesota Kicks
Minnesota Kicks – amerykański klub piłkarski z Bloomington, w stanie Minnesota. Drużyna występowała w lidze NASL, a jego domowym obiektem był Metropolitan Stadium, a obiektem domowym halowego zespołu był Met Center. Zespół istniał w latach 1976-1981.

## Historia
Minnesota Kicks została założona w 1976 roku jako kontynuator tradycji Denver Dynamos. Grupa dziesięciu inwestorów z Minnesoty kierowana przez Jacka Crockera kupiła dnia 25 listopada 1975 roku klub Denver Dynamos i przeniosła klub do Bloomington. Klub został oficjalne nazwany Minnesota Kicks dnia 28 stycznia 1976 roku, a 19 lutego 1976 roku władze klubu wybrali pierwszego w swojej historii trenera zespołu - Freddiego Goodwina, który w sierpniu 1976 roku został również prezesem klubu.
Już w pierwszym w swojej historii sezonie ligi NASL drużyna dotarła do finału Soccer Bowl, gdzie przegrała 3:0 z Toronto Metros-Croatia dnia 28 sierpnia 1976 roku na stadionie Kingdome w Seattle, jednak najwyższą średnią frekwencję klub osiągnął w sezonie 1977 - 32,775. W tych latach o sile zespołu stanowili: Ace Ntsoelengoe, Alan West, Ron Webster, Alan Merrick, Frank Spraggon, Steve Litt, Ace Ntsoelengoe, Mike Renshaw, Alan Willey, Tino Lettieri i Bruce Twamley.
Dnia 12 listopada 1980 roku właściciele klubu sprzedali swoje udziały grupie kierowanej przez Ralpha Sweeta z Anglii. Sezon 1981 był ostatnim sezonem w NASL w historii klubu. Ostatni mecz w lidze NASL klub rozegrał w fazie play-off na własnym stadionie dnia 6 września 1981 roku, w którym klub przegrał z Fort Lauderdale Strikers 0:3 i odpadł w ćwierćfinale rozgrywek (pierwszy mecz 3:1 dla Fort Lauderdale Strikers).
Podczas sezonu 1981 klub stracił aż 2,5 miliona dolarów amerykańskich. Pod koniec sezonu 1981 klub zalegał z płatnościami u zawodników i pracowników biurowych, w związku z czym klub został wystawiony na sprzedaż. Nawet komisarz NASL - Phil Woosnam próbował znaleźć kupca dla klubu oraz zapowiedział, że kolejny sezon odbędzie się bez Minnesota Kicks. Niestety próby pozyskania kupca się nie powiodły i klub został rozwiązany dnia 7 grudnia 1981 roku.

## Osiągnięcia
| - Wicemistrz NASL: 1976 Jedenastka Sezonu NASL - 1977: Alan West - 1979: Ace Ntsoelengoe - 1980: Ace Ntsoelengoe Jedenastka Dublerów NASL - 1976: Ron Webster, Alan West - 1978: Alan Merrick |  | Wyróżnienia NASL - 1976: Frank Spraggon - 1977: Steve Litt, Ace Ntsoelengoe, Alan Merrick - 1978: Mike Renshaw - 1979: Steve Litt U.S. Soccer Hall of Fame - 2003: Ace Ntsoelengoe - 2003: Alan Willey Canadian Soccer Hall of Fame - 2001: Tino Lettieri - 2008: Bruce Twamley |

## Sezon po sezonie
| Sezon | Liga | Z  | P  | Pkt | Sezon zasadniczy                                     | Playoff        | Śr. frekwencja |
| ----- | ---- | -- | -- | --- | ---------------------------------------------------- | -------------- | -------------- |
| 1976  | NASL | 15 | 9  | 138 | 1.miejsce, Konferencja Pacyficzna, Dywizja Wschodnia | Finalista      | 23,121         |
| 1977  | NASL | 16 | 10 | 137 | 1.miejsce, Konferencja Pacyficzna, Dywizja Wschodnia | Ćwierćfinał    | 32,775         |
| 1978  | NASL | 17 | 13 | 156 | 1.miejsce, Konferencja Narodowa, Dywizja Środkowa    | Ćwierćfinał    | 30,928         |
| 1979  | NASL | 21 | 9  | 184 | 1.miejsce, Konferencja Narodowa, Dywizja Środkowa    | Pierwsza runda | 24,580         |
| 1980  | NASL | 16 | 16 | 147 | 2.miejsce, Konferencja Narodowa, Dywizja Środkowa    | Pierwsza runda | 18,279         |
| 1981  | NASL | 19 | 13 | 163 | 2.miejsce, Dywizja Środkowa                          | Ćwierćfinał    | 16,605         |

1976: Alan Willey, Ace Ntsoelengoe, Peter Brine, Alan Merrick (kapitan), Ron Webster, Mike Flater, Chaka Ngcobo, Geoff Barnett, Sam Bick, Ron Futcher, Alan West, Doug Brooks, Smith Eggleston, Nick Owcharuk, Ade Coker, Tom Howe, Jeff Solem, Steve Litt, Frank Spraggon, Peter Short. Freddie Goodwin (trener), Gary Smith (trener), Dave Nowicki (asystent trenera), dr James Priest (lekarz).
1979: Willie Morgan, Gary Vogel, Tony Want, Alan Merrick, Ace Ntsoelengoe, Alan West, Chico Hamilton, Volkmar Gross, Mark Moran, Geoff Barnett, Bjorn Nordqvist (kapitan), Alan Willey, Tino Lettieri, Ricardo Alonso, Steve Litt, Greg Villa, Brian Zins, Ron Futcher, Mike McLenaghan, Tim Twellman. Roy McCrohan (trener), Gary Smith (trener), Jim Mulcahy (asystent trenera), dr James Priest (lekarz), Freddie Goodwin (prezes).

### Halowa NASL
| Sezon   | Liga        | Z  | P | Pkt | Sezon zasadniczy             | Playoff        | Śr. frekwencja |
| ------- | ----------- | -- | - | --- | ---------------------------- | -------------- | -------------- |
| 1979–80 | Halowa NASL | 8  | 4 | —   | 2.miejsce, Dywizja Wschodnia | Półfinał       | 9,562          |
| 1980–81 | Halowa NASL | 12 | 6 | —   | 2.miejsce, Dywizja Środkowa  | Pierwsza runda | 5,877          |

### Międzynarodowe mecze towarzyskie
| Data          | Przeciwnik   | Wynik      | Stadion     | Frekwencja |
| ------------- | ------------ | ---------- | ----------- | ---------- |
| 26 maja 1976  | Rangers F.C. | 2–2        | Met Stadium | 11,328     |
| 19 lipca 1977 | Hammarby IF  | 1–2        | Met Stadium | 24,032     |
| 23 maja 1979  | Ipswich Town | 1–0 (p.d.) | Met Stadium | 14,960     |

## Statystyki trenerów
| #       | Trener          | Okres     | Sezon zasadniczy | Sezon zasadniczy | Sezon zasadniczy | Sezon zasadniczy | Playoff | Playoff | Playoff | Playoff | Ogólnie | Ogólnie | Ogólnie | Ogólnie |
| #       | Trener          | Okres     | M                | Z                | P                | %Z               | M       | Z       | P       | %Z      | M       | Z       | P       | %Z      |
| ------- | --------------- | --------- | ---------------- | ---------------- | ---------------- | ---------------- | ------- | ------- | ------- | ------- | ------- | ------- | ------- | ------- |
| 1       | Freddie Goodwin | 1976–1978 | 80               | 48               | 32               | 60.00            | 9       | 4       | 5       | 44.44   | 89      | 52      | 37      | 58.42   |
| 2       | Roy McCrohan    | 1979–1980 | 39               | 23               | 16               | 58.97            | 2       | 0       | 2       | 00.00   | 41      | 23      | 18      | 56.10   |
| 1       | Freddie Goodwin | 1980–1981 | 29               | 17               | 12               | 58.62            | 2       | 0       | 2       | 00.00   | 31      | 17      | 14      | 54.83   |
| 3       | Geoff Barnett   | 1981      | 26               | 16               | 10               | 61.53            | 4       | 2       | 2       | 50.00   | 30      | 18      | 12      | 60.00   |
| Ogólnie | Ogólnie         | 1976–1981 | 174              | 104              | 70               | 59.77            | 17      | 6       | 11      | 35.29   | 191     | 110     | 81      | 57.59   |

## Media

### Radio
- 1976: WWTC-AM 1280
- 1977: KSTP AM 1500
- 1978–79: WWTC-AM 1280
- 1980: KSTP-AM 1500
- 1981: WAYL AM 980

W latach 1976–79 mecze Minnesota Kicks przez radio relacjonował Frank Buetel (1976–79), w sezonie 1980 Al Shaver oraz Doug McLeod w sezonie 1981.

### Telewizja
- 1976–80: KSTP-TV
- 1981: WCCO-TV

W latach 1976–1980 mecze Minnesota Kicks w telewizji KSTP-TV relacjonowali Rod Trongard i Tom Ryther. Po odejściu Rythera z telewizji w marcu 1978 wraz z Trongardem mecze drużyny relacjonował Bob Bruce. w sezonie 1981 mecze drużyny w telewizji WCCO-TV relacjonował Ralph Jon Fritz.